# حزب العمل الديمقراطي (البوسنة)
حزب العمل الديمقراطي (بالبوسنة: Stranka demokratske akcije اختصاره SDA) هو حزب سياسي بوسني في البوسنة والهرسك .

## التاريخ
تأسست حزب العمل الديمقراطي في شهر مايو من عم 1990 من قبل علي عزت بيغوفيتش، الذي كان يمثل البوشناق وسكان السلاف المسلمين الآخرين في البوسنة والهرسك ويوغوسلافيا السابقة، وكان حزب العمل الديمقراطي أول حزب وطني بوسني (مسلم حسب الديانة) في يوغوسلافيا منذ حظر نظام التعددية الحزبية في عام 1945 من قبل القيادة اليوغوسلافية الشيوعية، جذور الحزب نابعة في منظمة مسلمي يوغوسلافيا القديمة، التي كانت أكبر حزب بوسني محافظ في مملكة يوغوسلافيا .

## النشاط
حقق حزب العمل الديمقراطي نجاحا كبيرا في الانتخابات بعد سقوط الشيوعية في وقت مبكر من عام 1990 ومابعده، وقامت بتأسيس صحيفة ليليان، ويبقى الحزب أقوى حزب سياسي في صفوف السكان البوشناق في البوسنة والهرسك، له فروع في كرواتيا وصربيا (منطقة إقليم السنجق) .
انتقد الحزب خلال حرب البوسنة من قبل السياسيين الصرب والكروات، ومن ناحية أخرى وعلى عكس أفراد الحزب الديمقراطي الصربي والاتحاد الديمقراطي الكرواتي فإن الحزب لم يقاتل الأقليات في المناطق الخاضعة لسيطرته خلال حرب البوسنة، حزب العمل الديمقراطي لم تشارك في الاضطهاد المنظم لكل من الصرب والكروات في المناطق الخاضعة لسيطرته، وظلت الكاثوليكية والأرثوذكسية الشرقية والكنائس في بيخاتش وسراييفو وتوزلا وزينيتسا ومدن أخرى سليمة جزئيا خلال الحرب، مقارنة مع أكثر من 800 مسجد دمر من قبل القوميين الكروات والصرب .
في نوفمبر 2000 هُزم الحزب من قبل الحزب الاشتراكي الديمقراطي وتجمع الأطراف الأخرى في التحالف من أجل التغيير، ووجد نفسه في المعارضة لأول مرة منذ إنشائها في عام 1990، الحزب لها فروع في سلوفينيا وكرواتيا وصربيا وكوسوفو وجمهورية مقدونيا وفي الجبل الأسود، الحزب عضو مراقبا في حزب الشعب الأوروبي، في عام 2010 فاز الحزب في الانتخابات البرلمانية وحقق منصب عضوية مجلس الرئاسة البوسني، وفي عام 2014 فاز الحزب أيضا في الانتخابات البرلمانية وجدد عضوية ثانية في مجلس الرئاسة البوسني . بعد الانتخابات العامة في البوسنة 2018 أصبح حزب العمل الديمقراطي أكبر حزب في البوسنة والهرسك.

## وصلات خارجية
- الموقع الرسمي للحزب